# Museu Thyssen-Bornemisza
O Museu Thyssen-Bornemisza é um museu espanhol. Foi organizado quando da aquisição, pelo governo da Espanha, em outubro de 1992, da maior parte (a mais abundante e valiosa) da coleção de arte da família Thyssen-Bornemisza.
O museu tem a sede em Madrid, no Palácio de Villahermosa.

## Museu Thyssen-Bornemisza de Madrid
Está situado no Palácio de Villahermosa, que foi construído entre o final do século XVIII e o início do século XIX em estilo neoclássico; foi desenhado por Antonio López de Aguado para María Pignatelli y Gonzaga. A reabilitação do espaço, para aí acolher o museu, e a posterior ampliação ficou a cargo de Rafael Moneo. Foi inaugurado a 8 de Outubro de 1992. Em 2004 foi ampliado; há que notar que apenas foi mantida a fachada do edifício, todo o interior foi modificado.

## Colecções
O museu de Madrid mostra as coleções cronologicamente, começando no Renascimento e terminando no século XX.
Estão expostas no terceiro andar obras de mestres italianos, alemães e holandeses do século XVI como Jan Van Eyck, Robert Campin, Hans Memling, Duccio, Paolo Uccello, Domenico Ghirlandaio, Fra Bartolommeo, Vittore Carpaccio, Alberto Durero e Hans Holbein. Existe ainda uma galería dedicada a Tiziano, Tintoretto, Bassano, Sebastiano del Piombo, Bronzino, El Greco, Bernini e Caravaggio, entre outros.
No segundo andar está a coleção de pintura holandesa, desde Frans Hals e Rembrandt, do século XVII, a Max Beckmann, do século XX. Conta ainda com algumas obras do Realismo, Rococó, Neoclassicismo, Romantismo e Impressionismo: Giambattista Tiepolo, Giambattista Pittoni, Canaletto, Fragonard, François Boucher, Thomas Gainsborough, Francisco de Goya, Gustave Courbet, Renoir, Van Gogh, Paul Gauguin, Cézanne...
O primeiro andar reúne obras do século XX, desde o cubismo e as primeiras vanguardas, até a Pop Art. Destacam-se algumas obras primas contemporâneas de Kandinsky, Picasso, Georges Braque, Piet Mondrian, Marc Chagall, Edward Hopper, Salvador Dalí, Jackson Pollock, entre outros.

## Alguns quadros em exibição

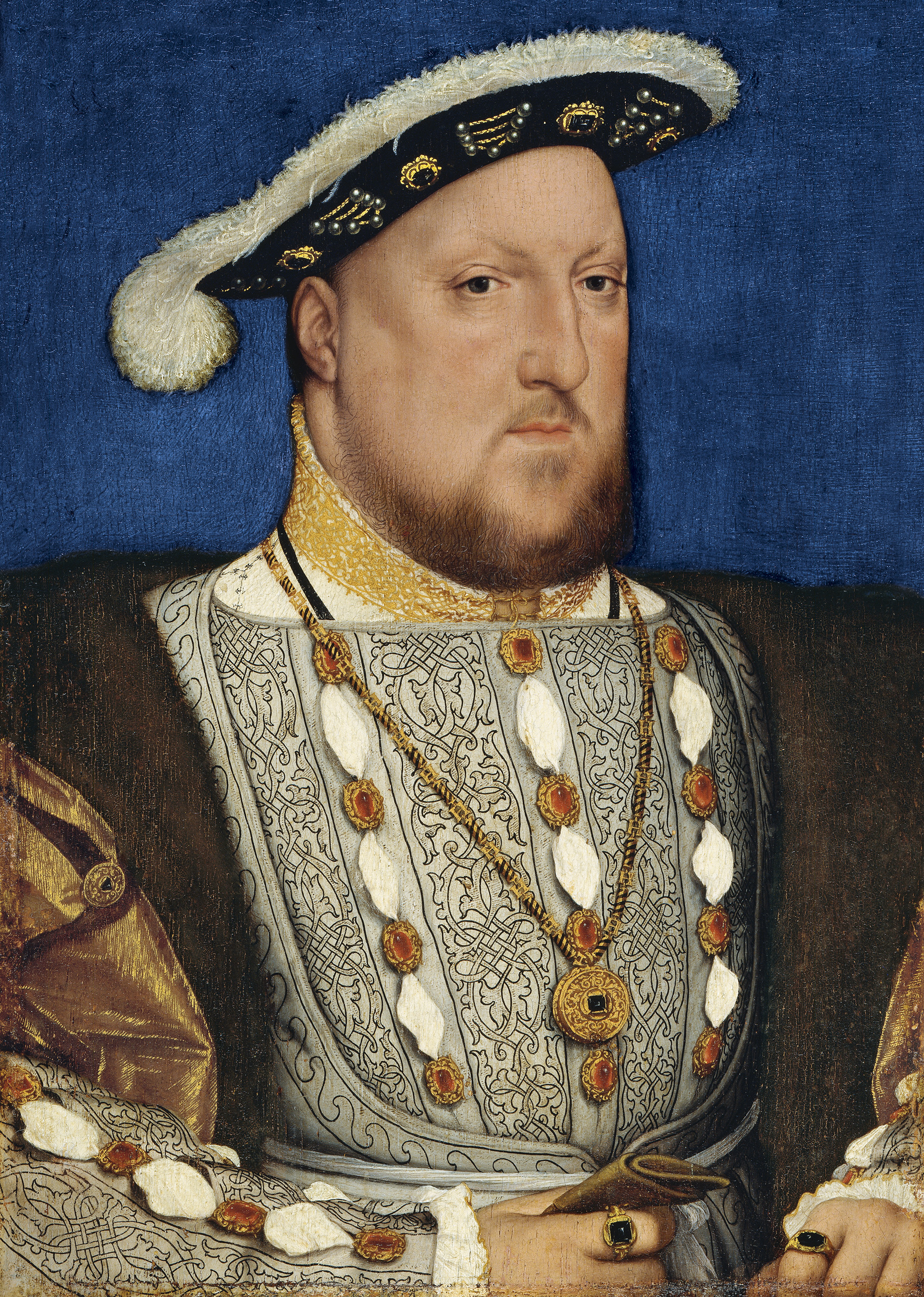
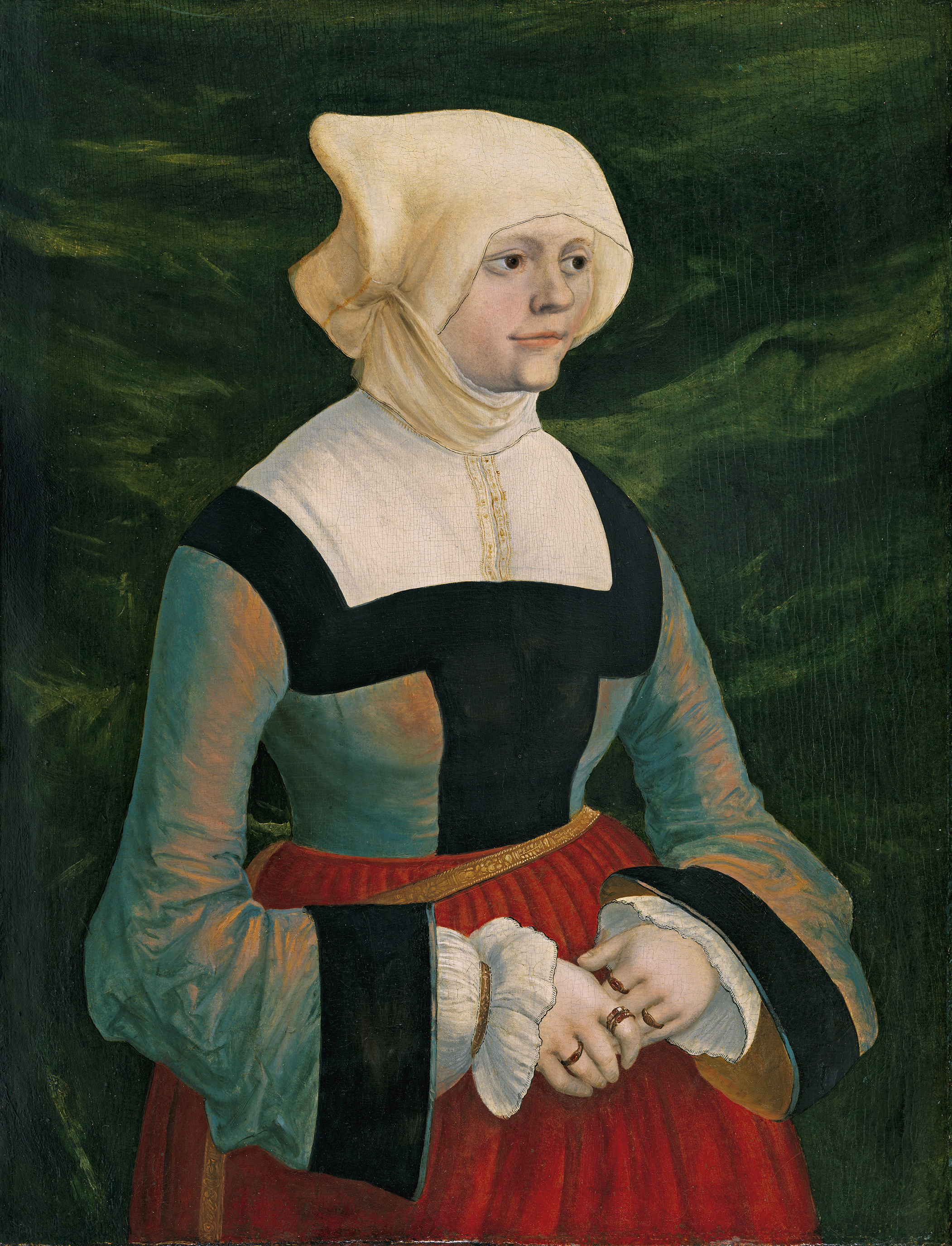
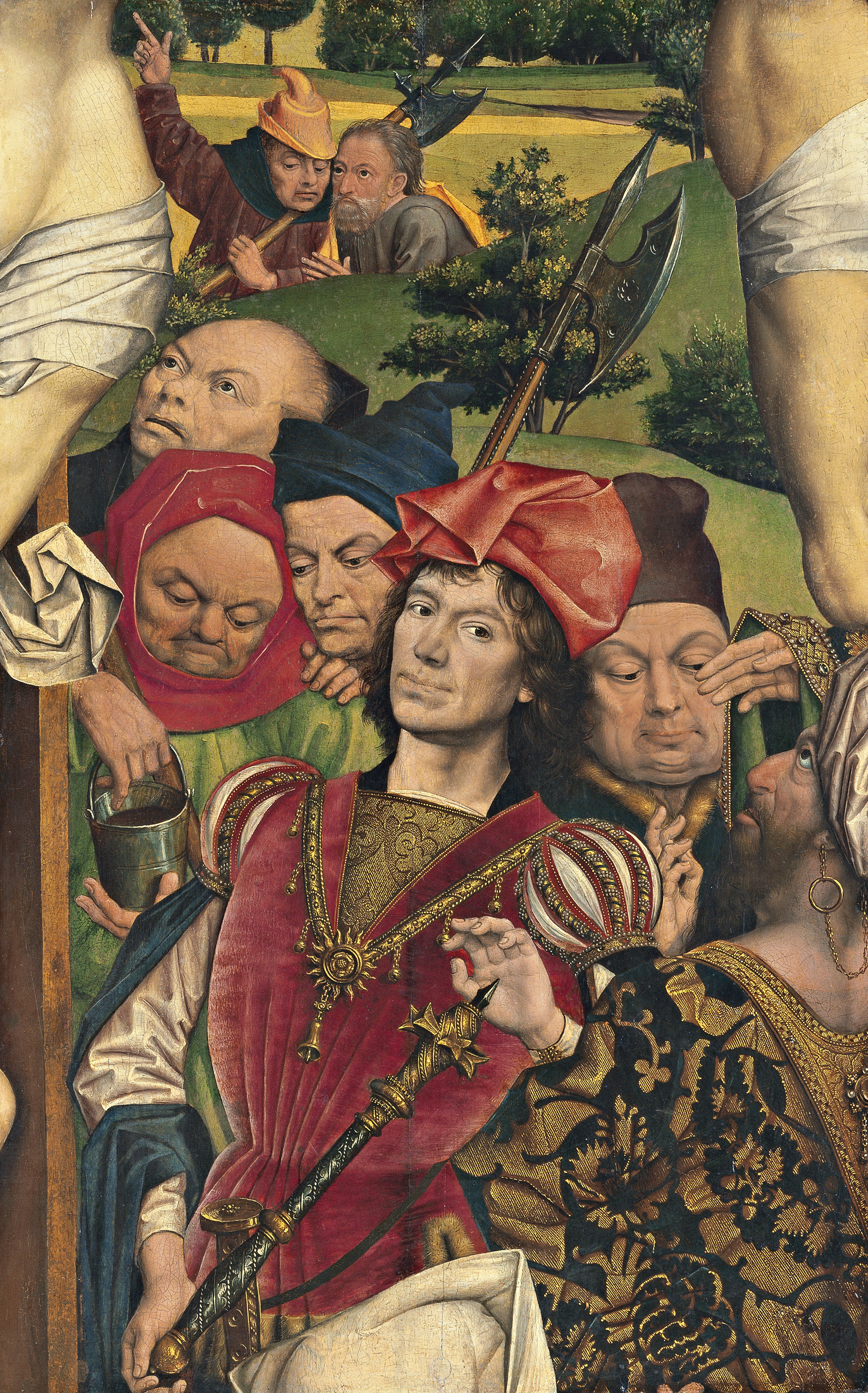
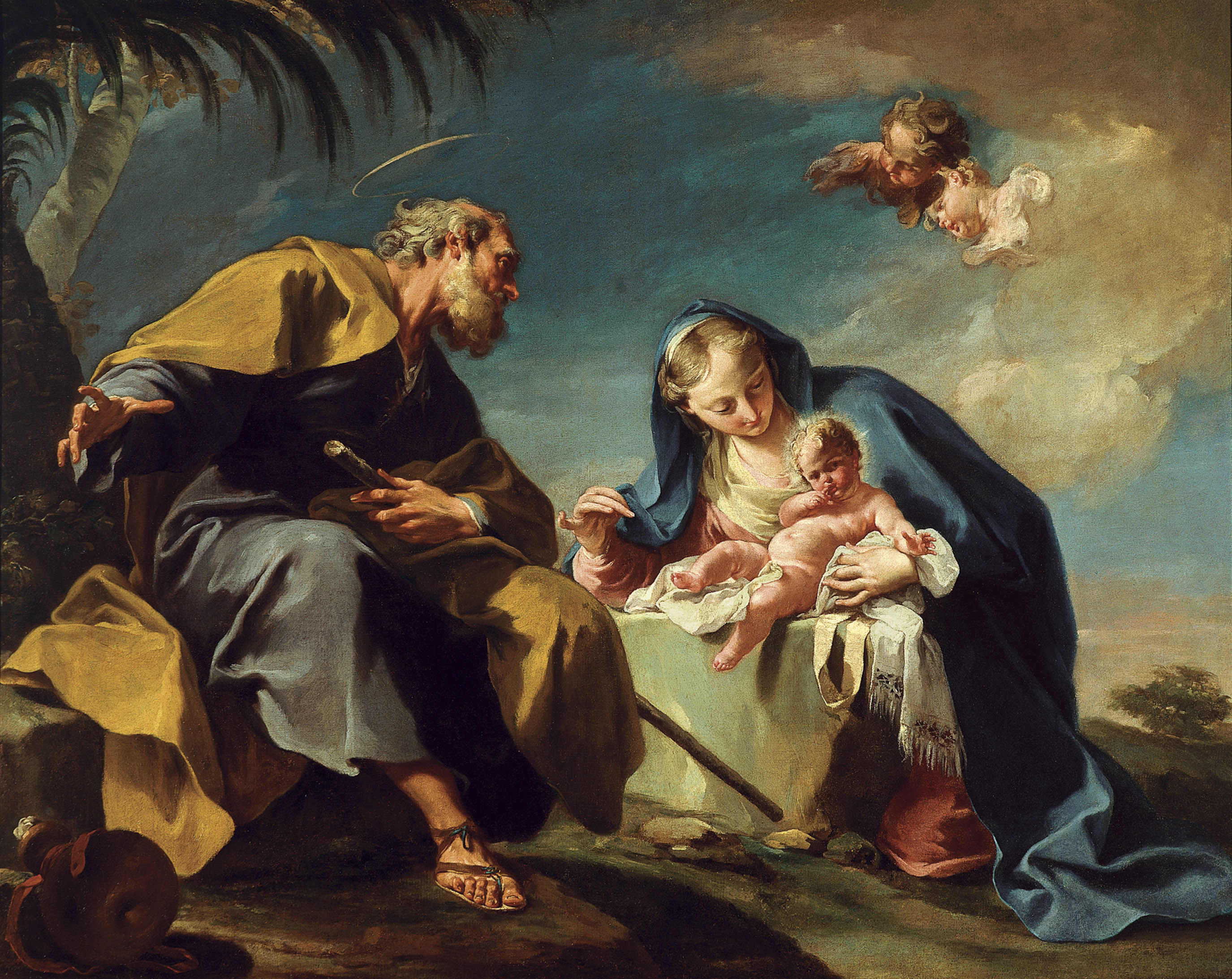
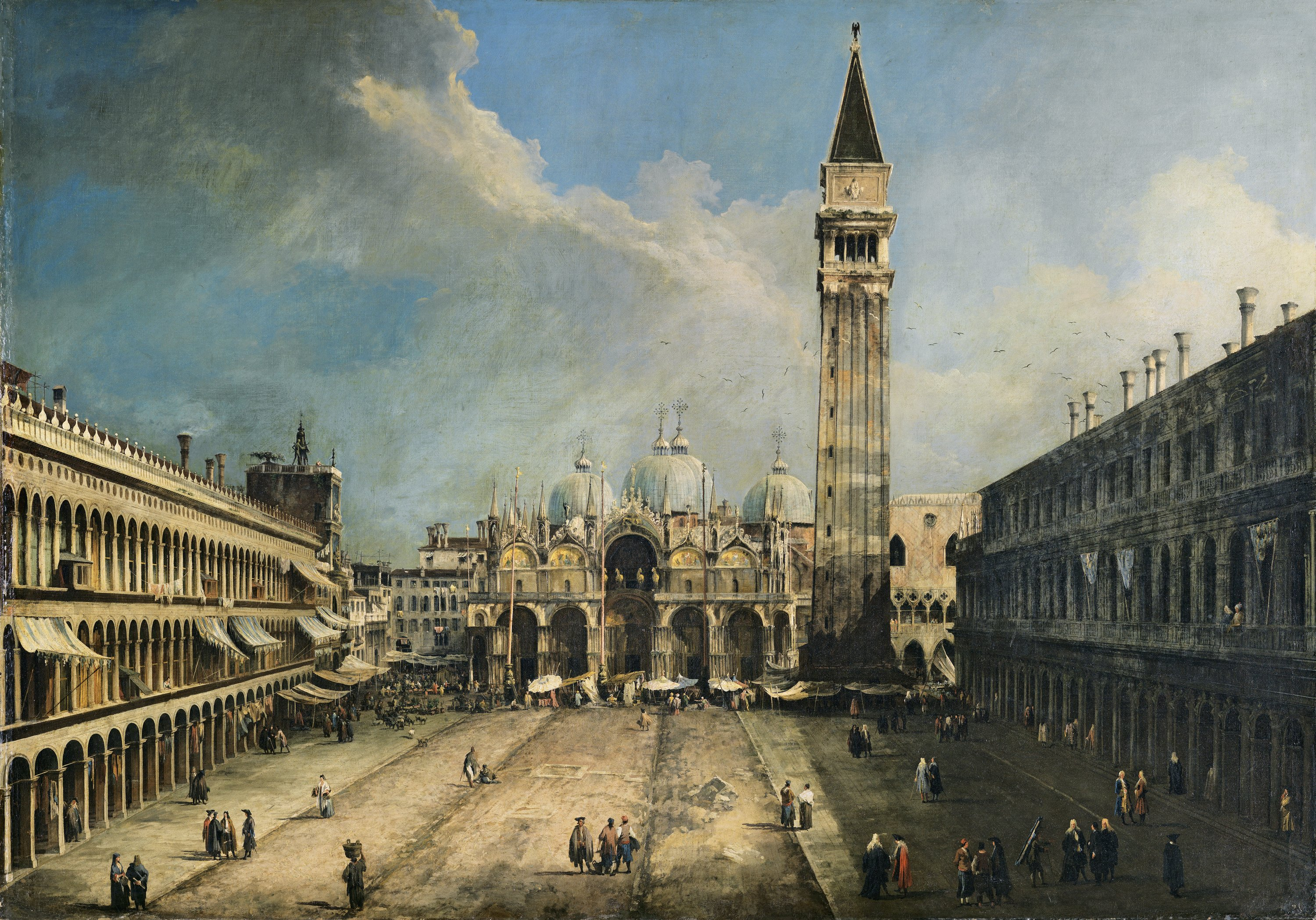
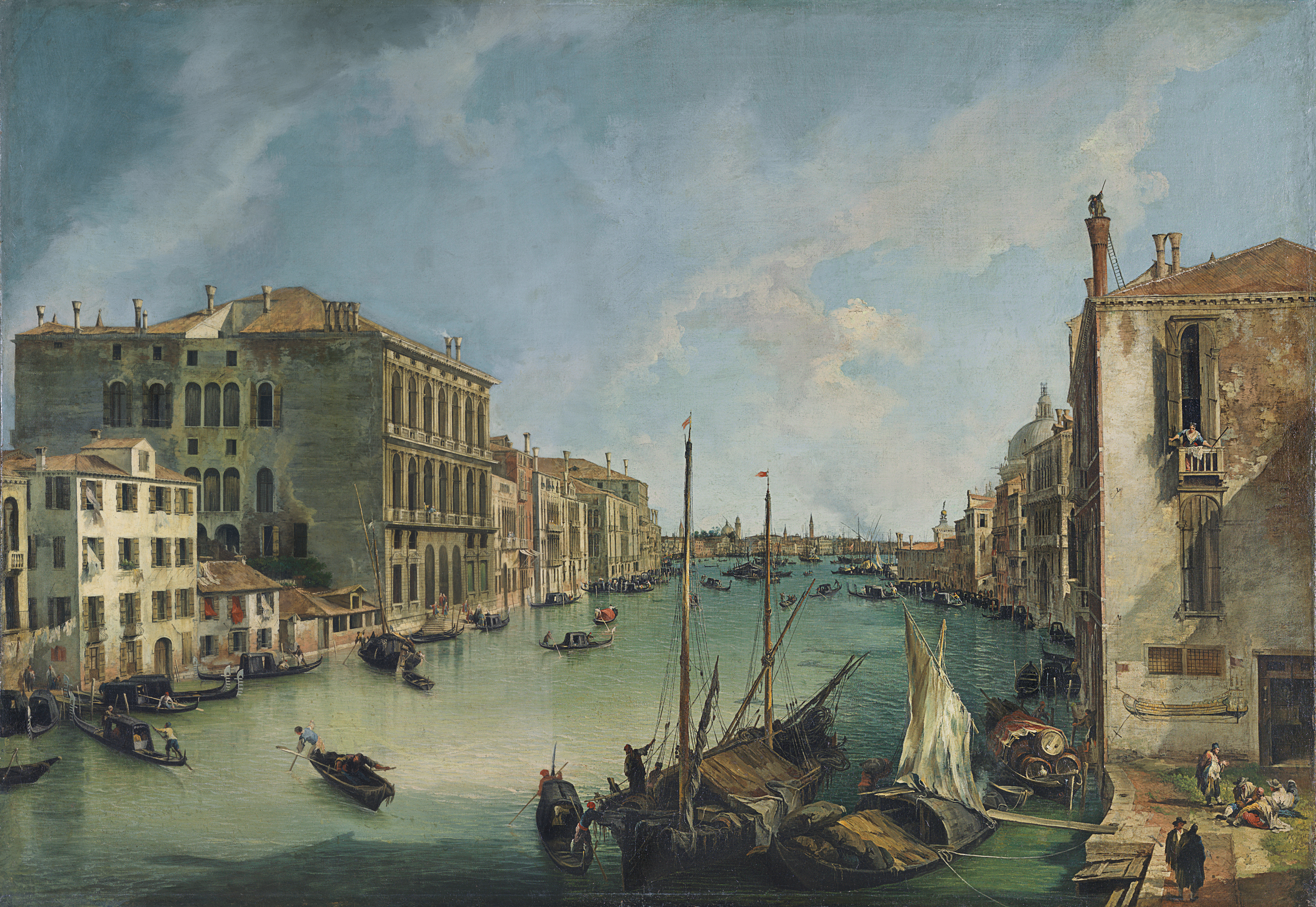
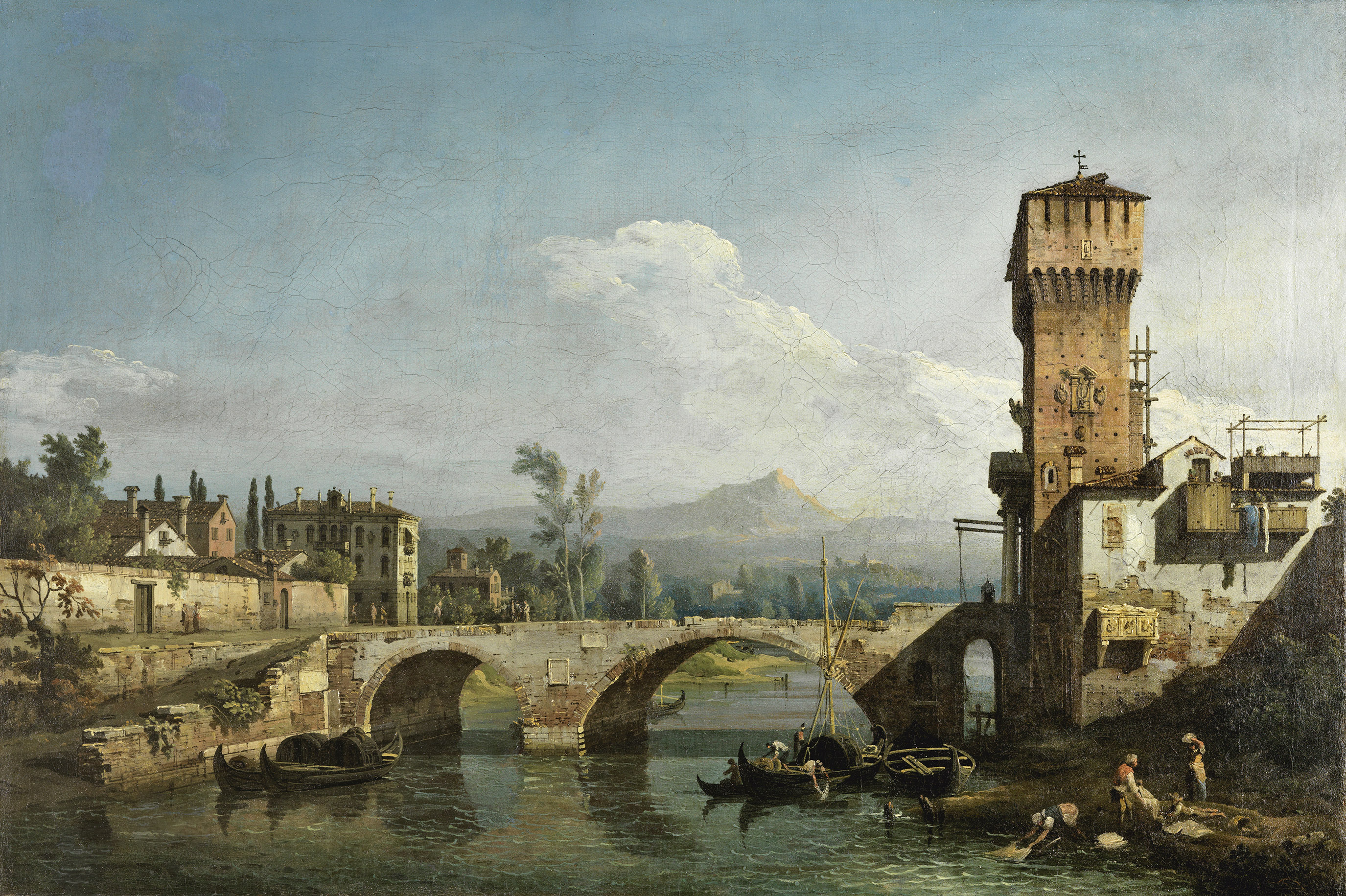
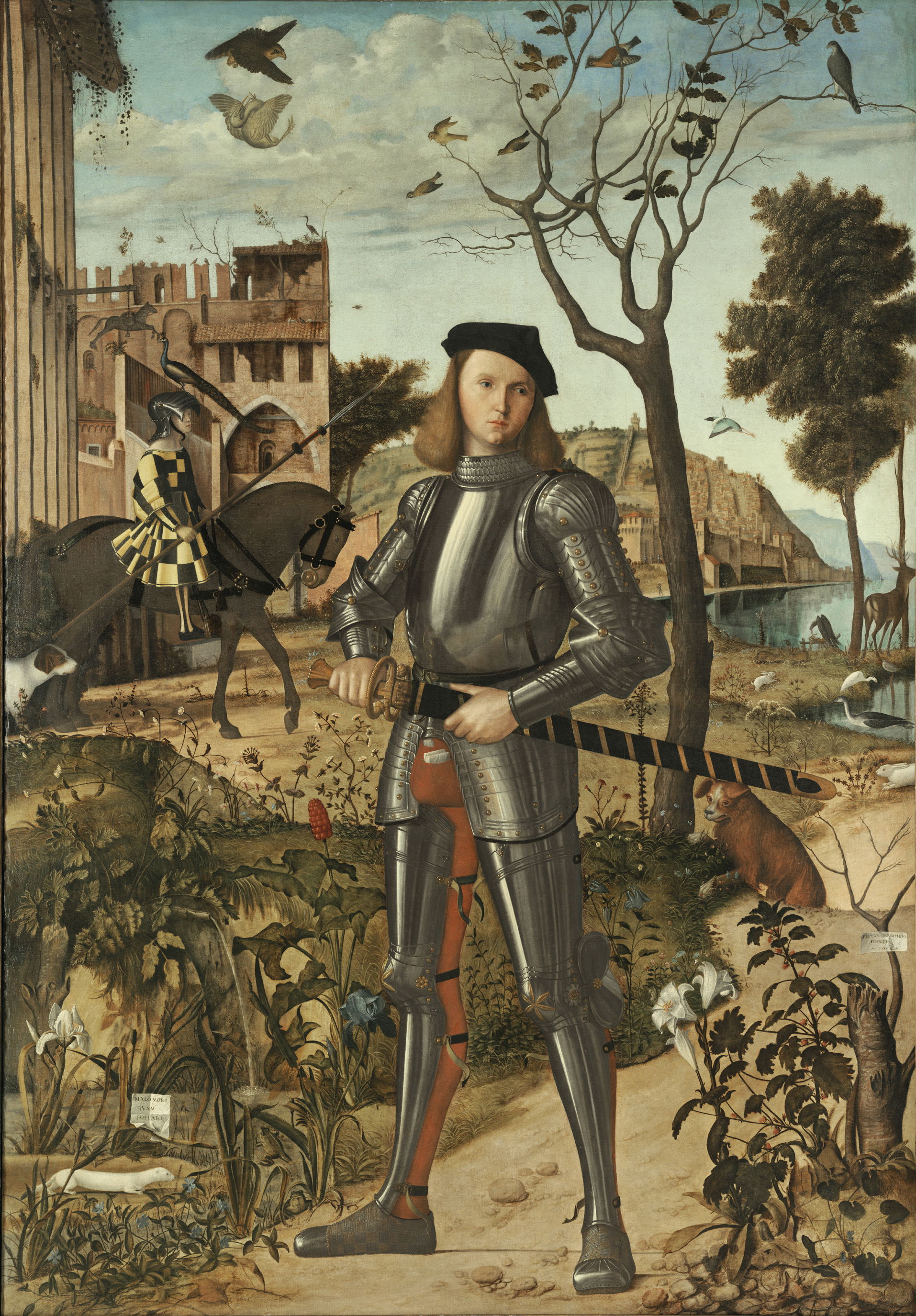
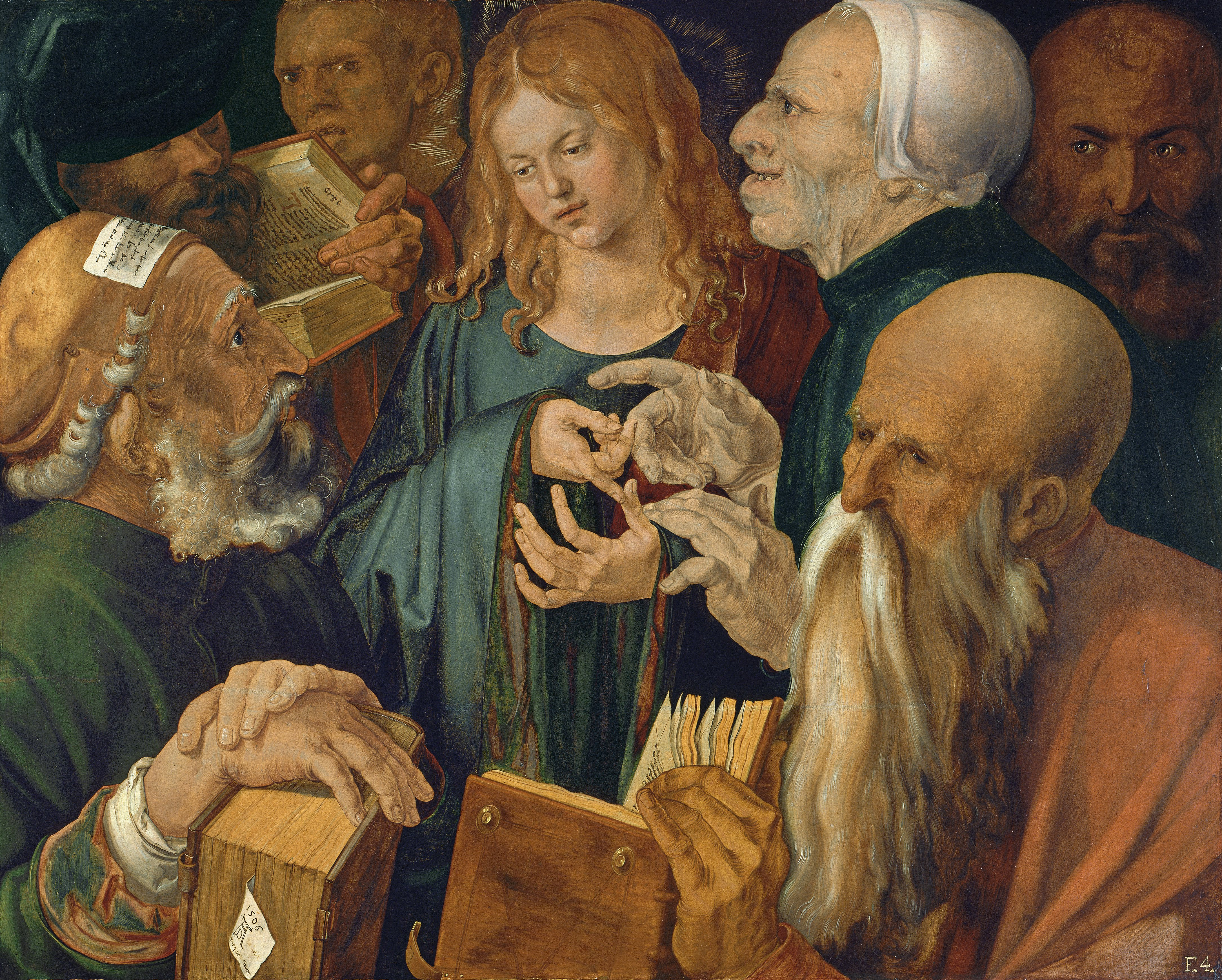
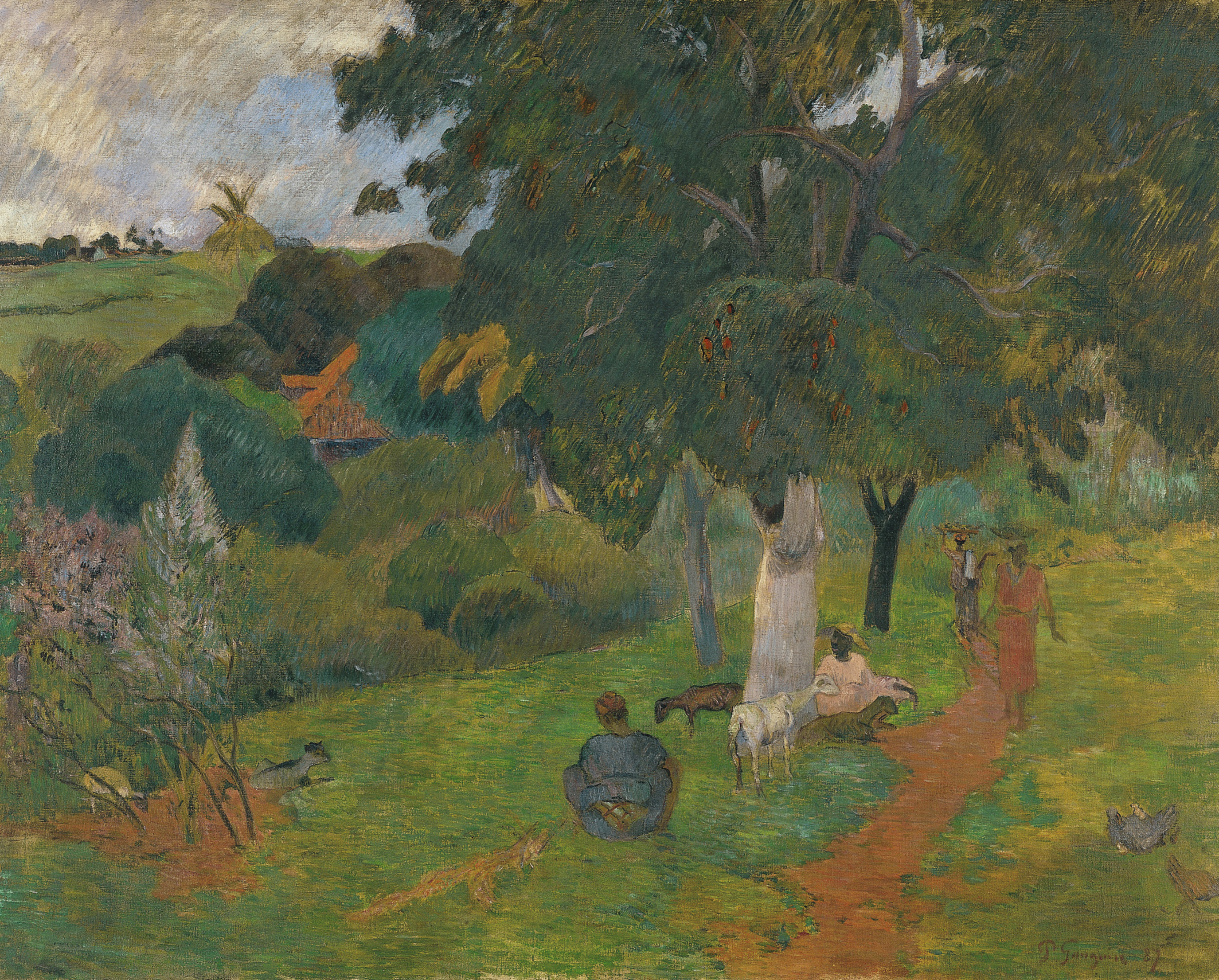
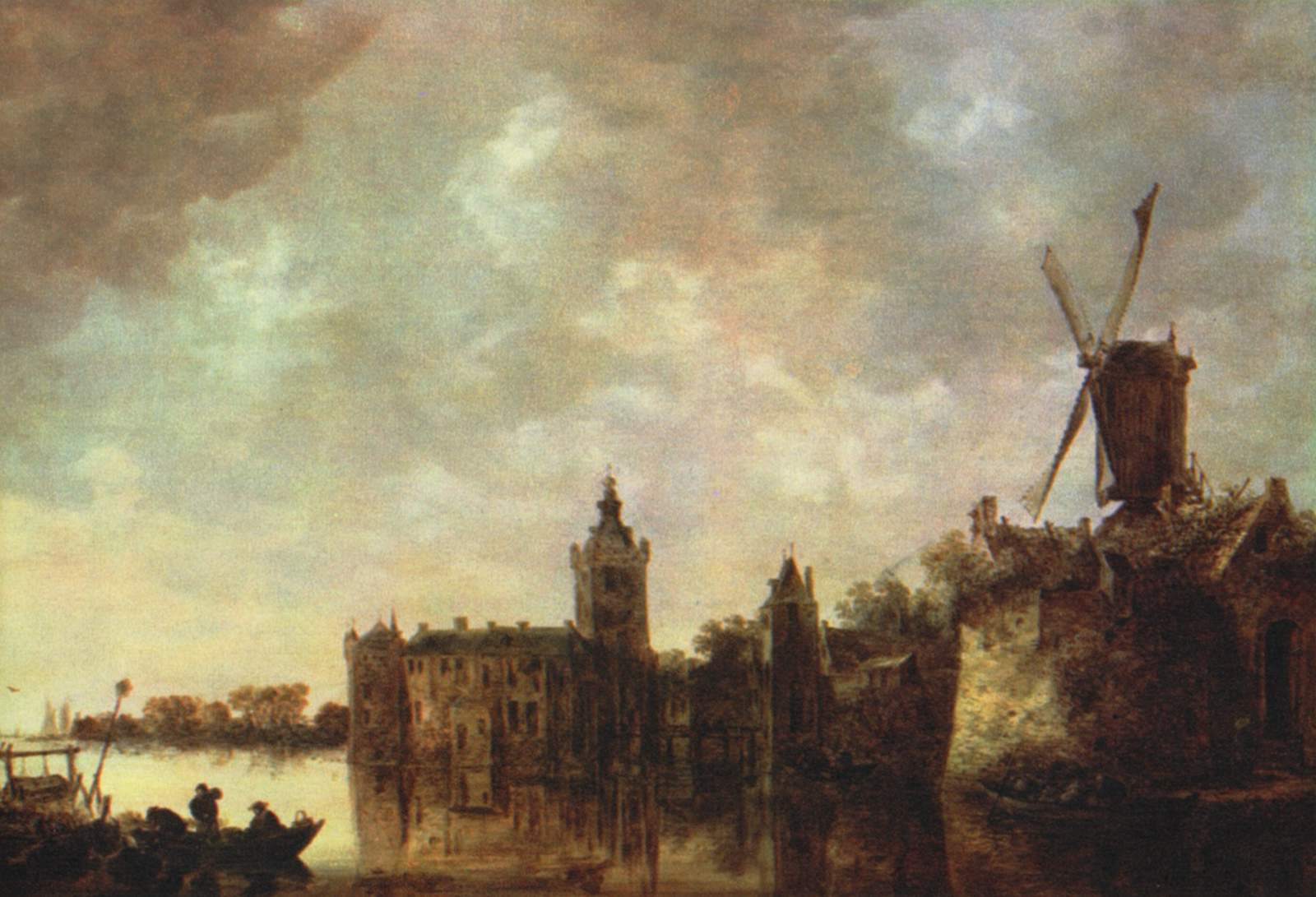
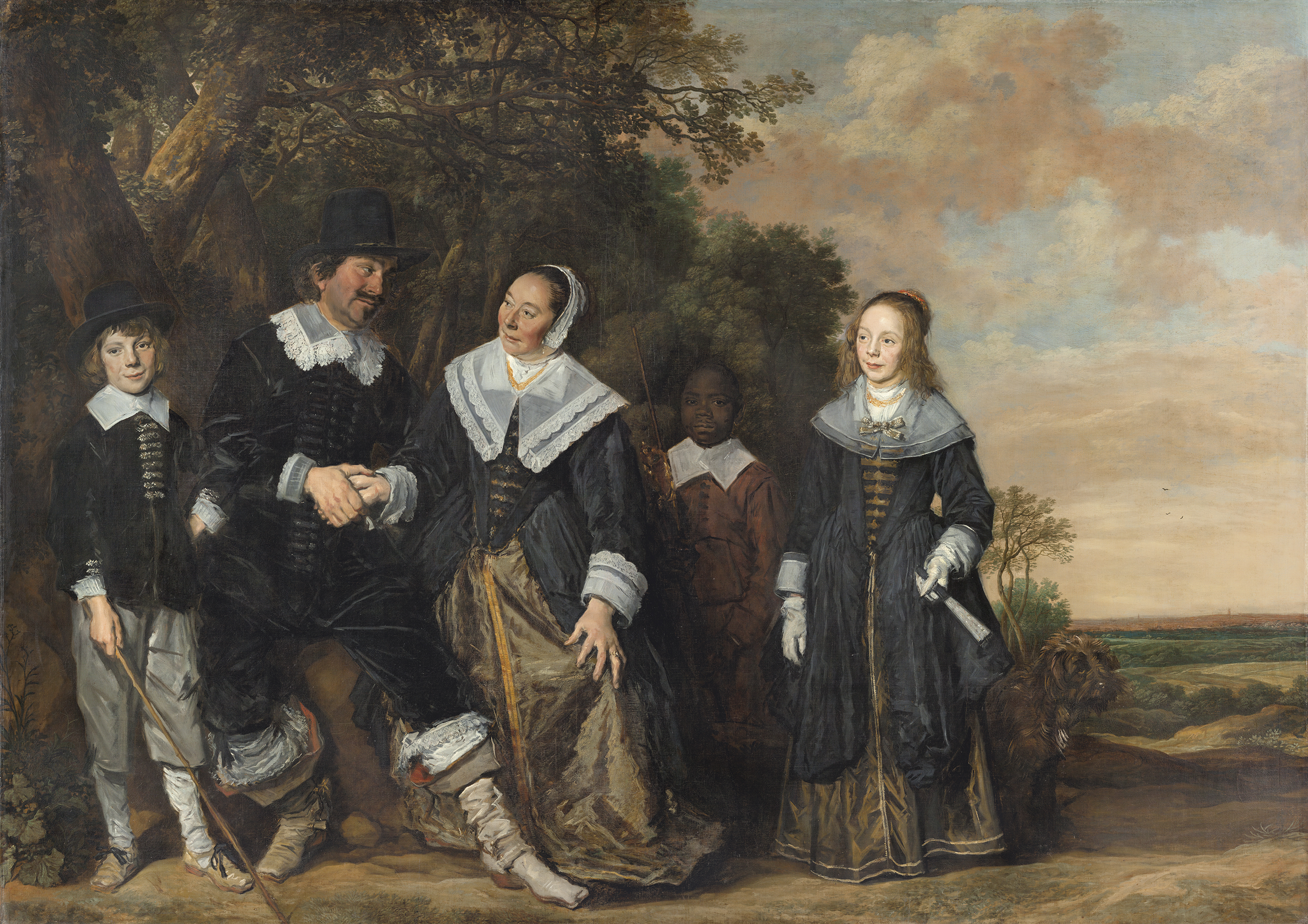
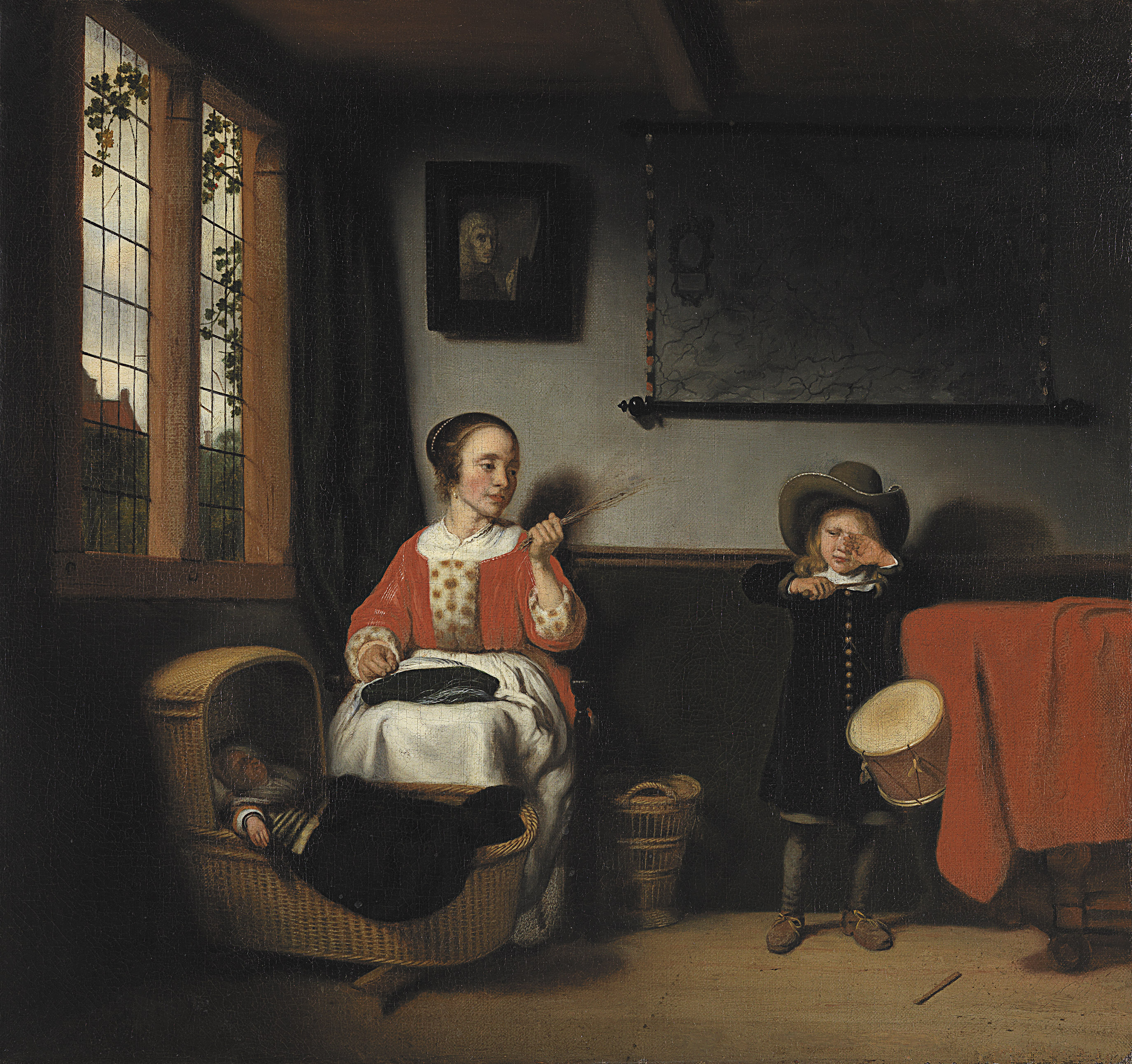
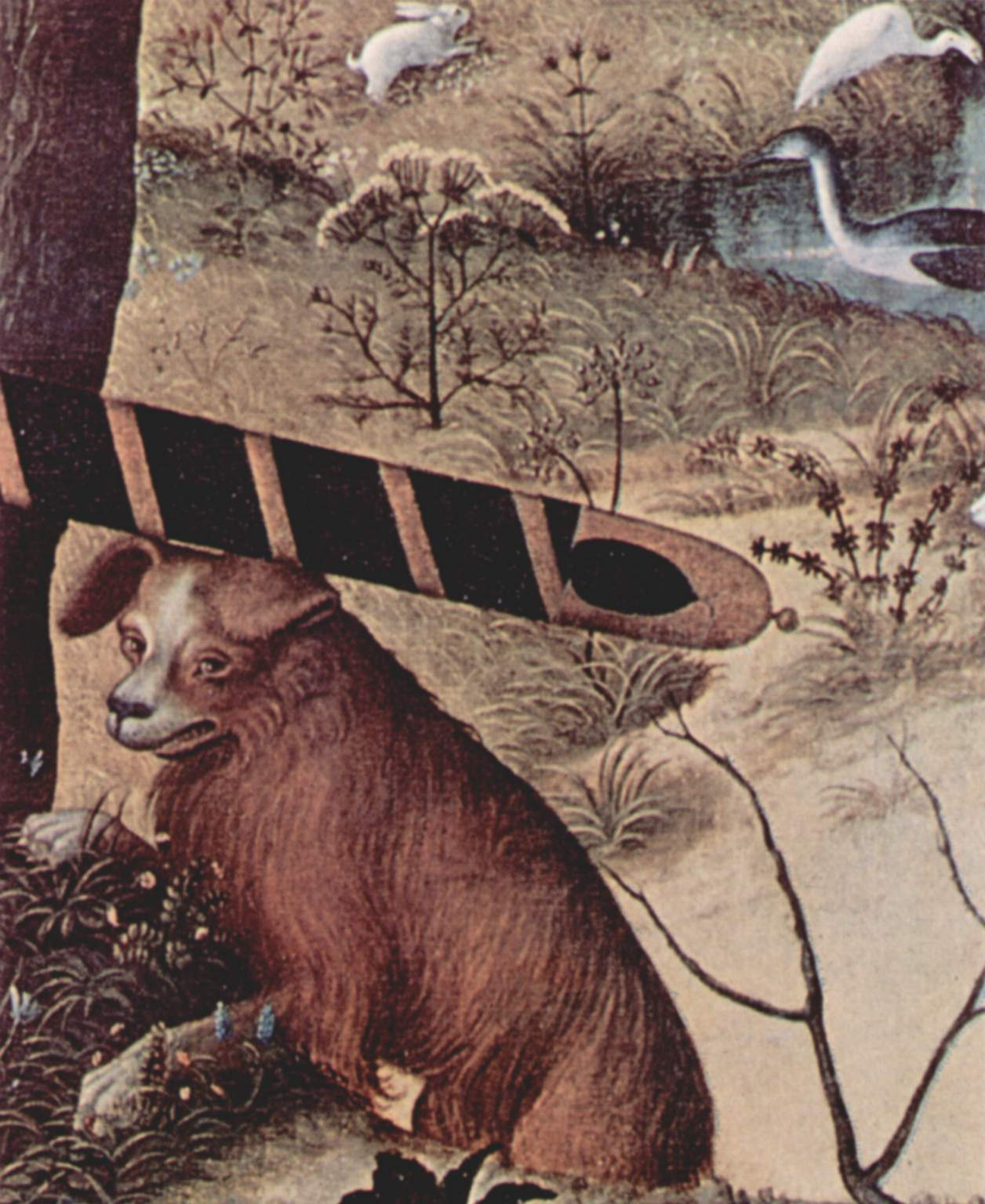
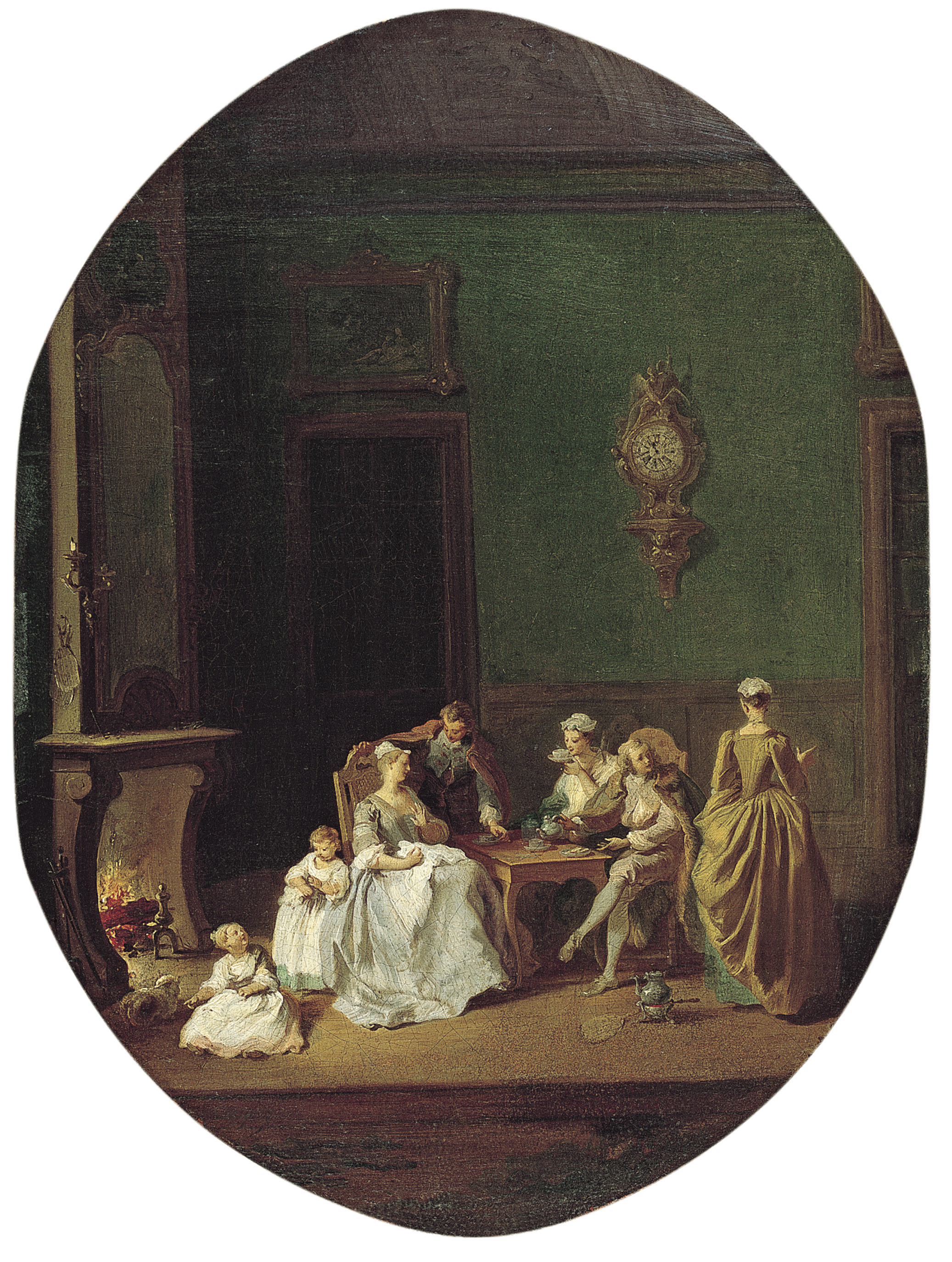
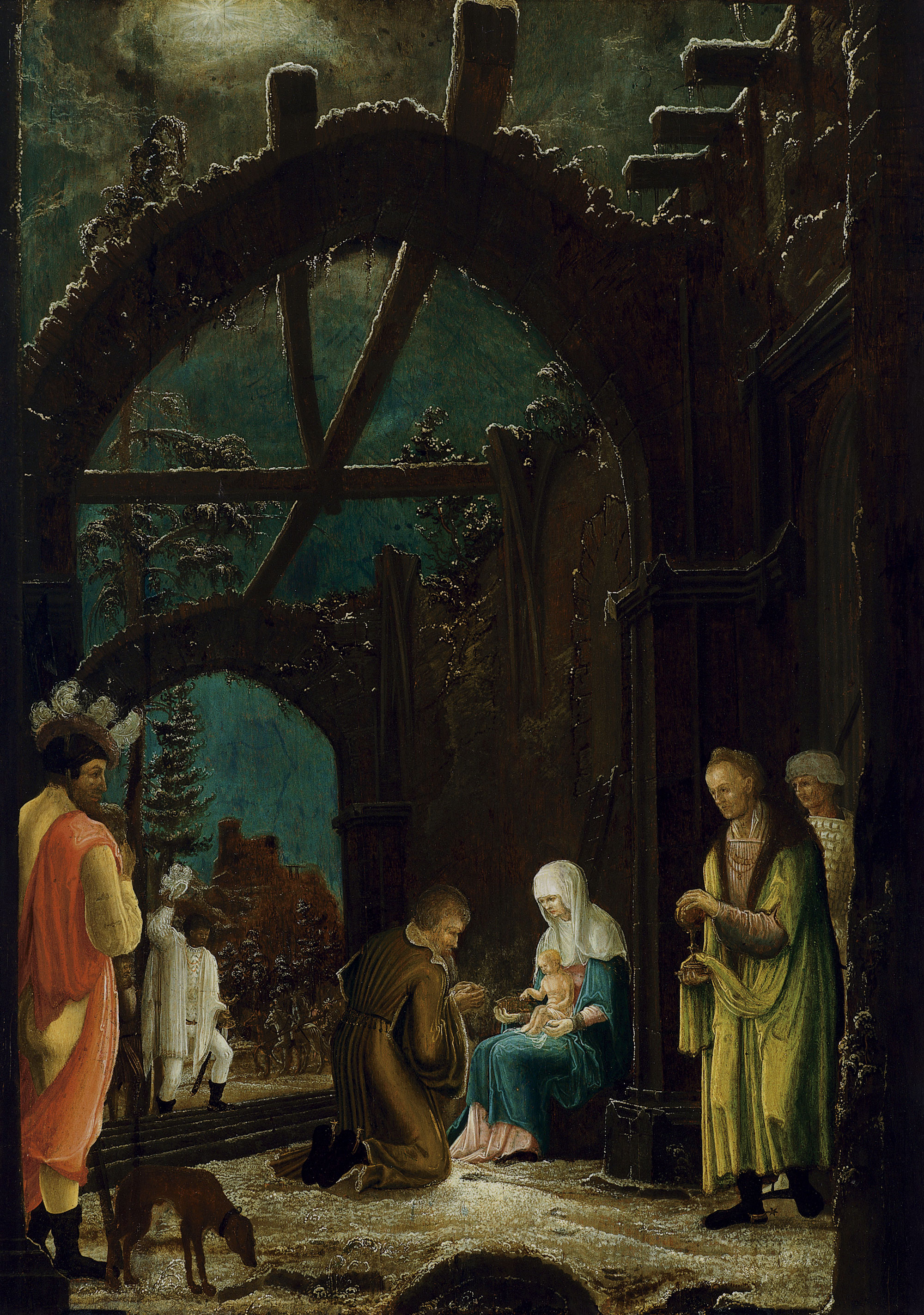
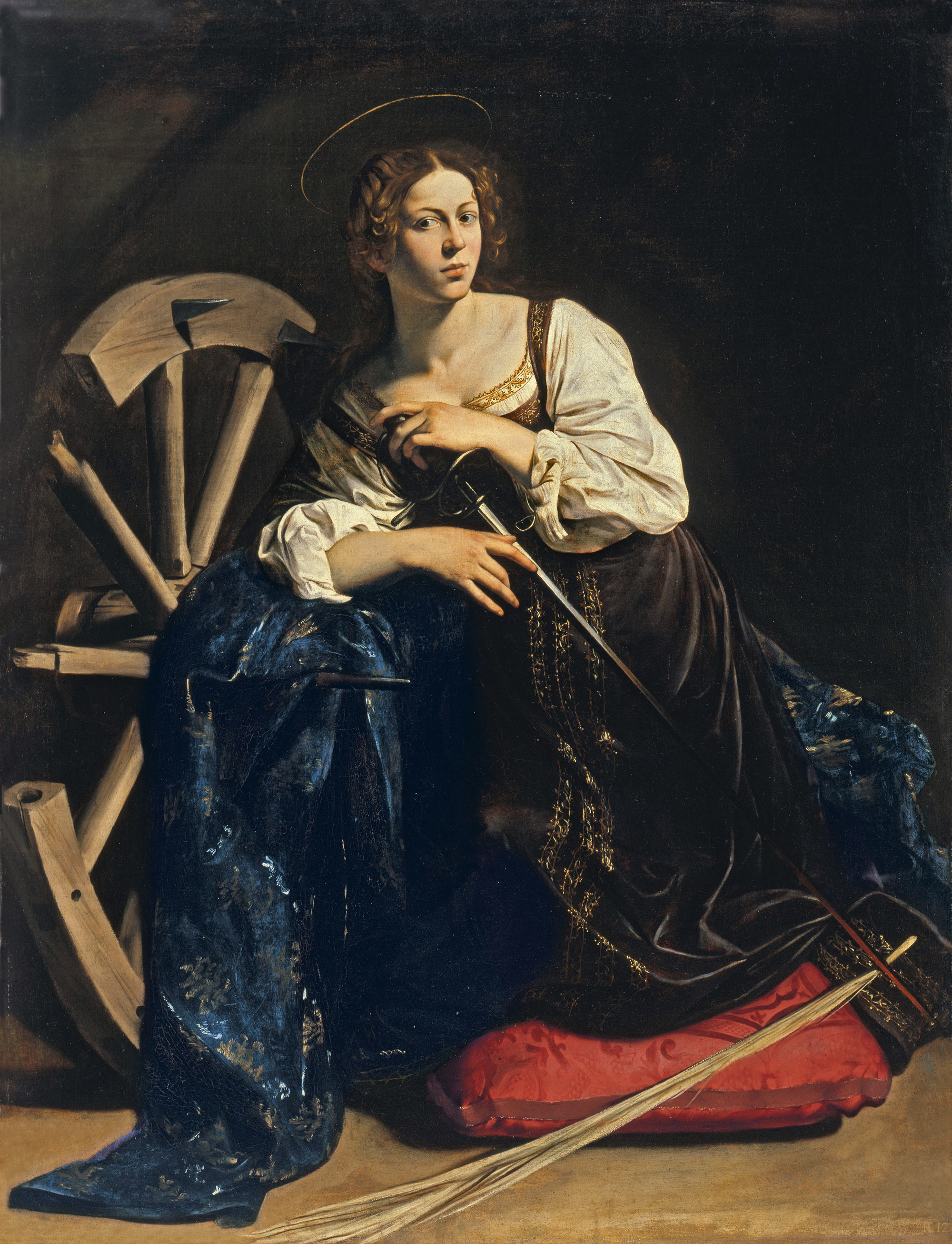
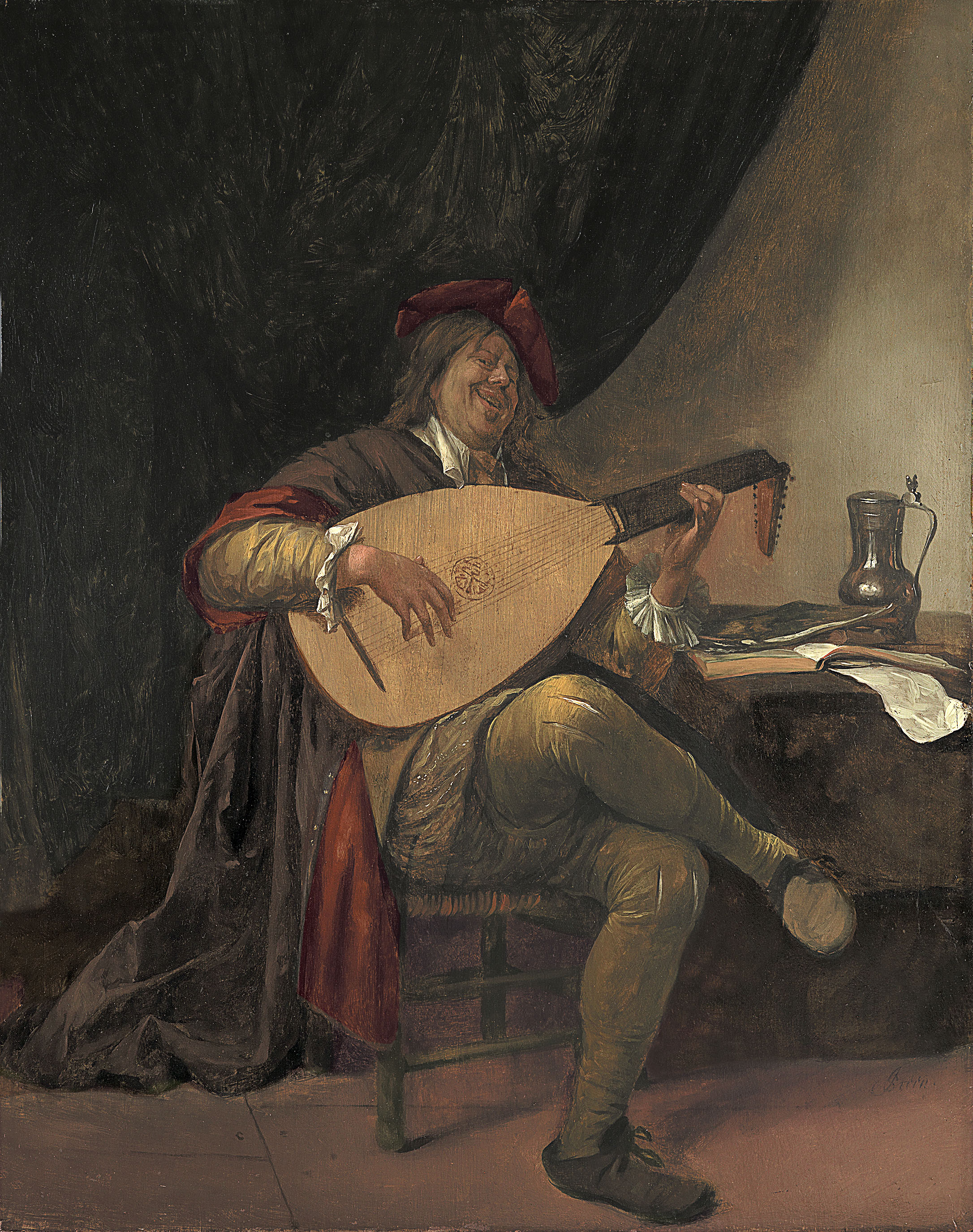
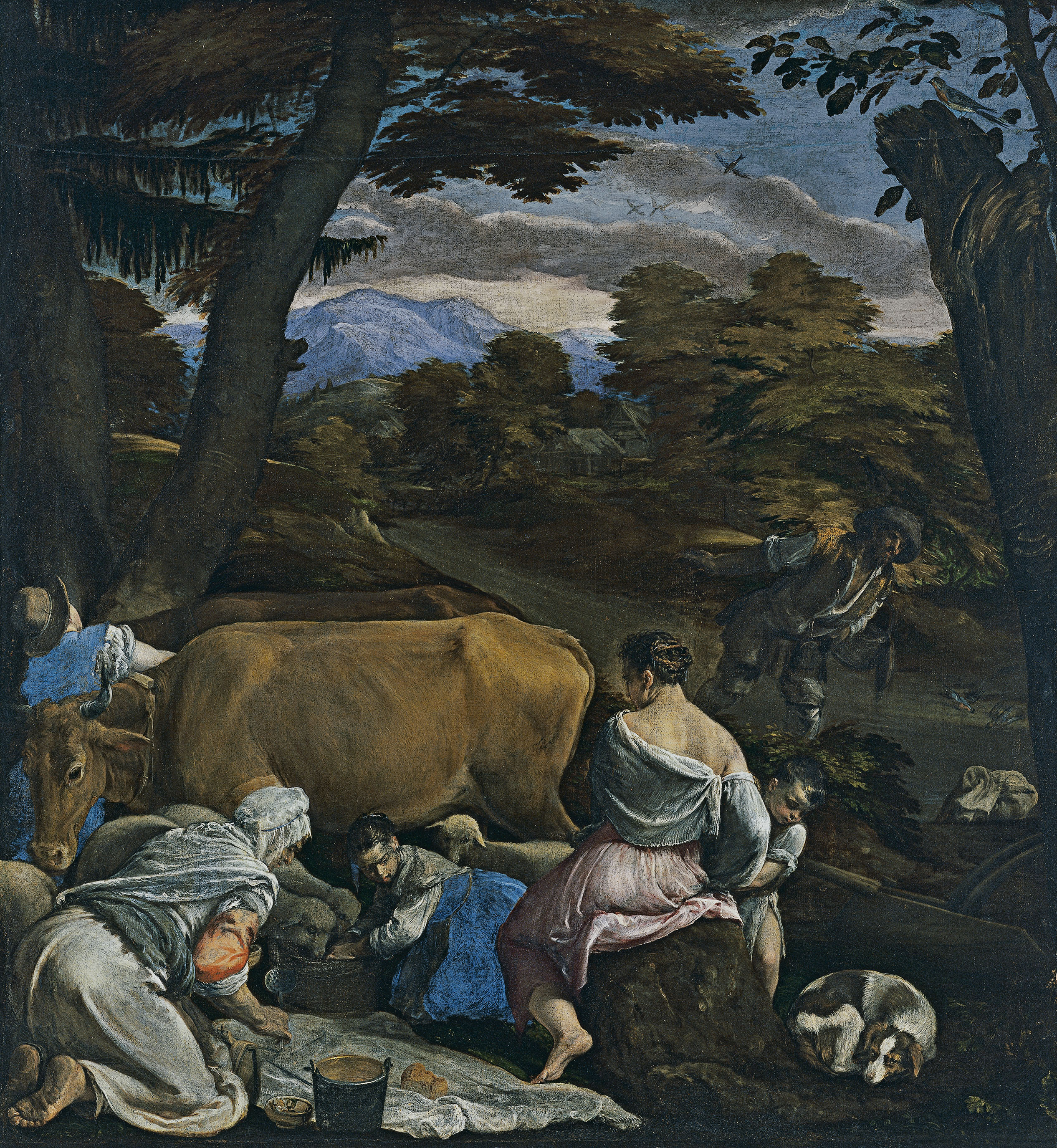
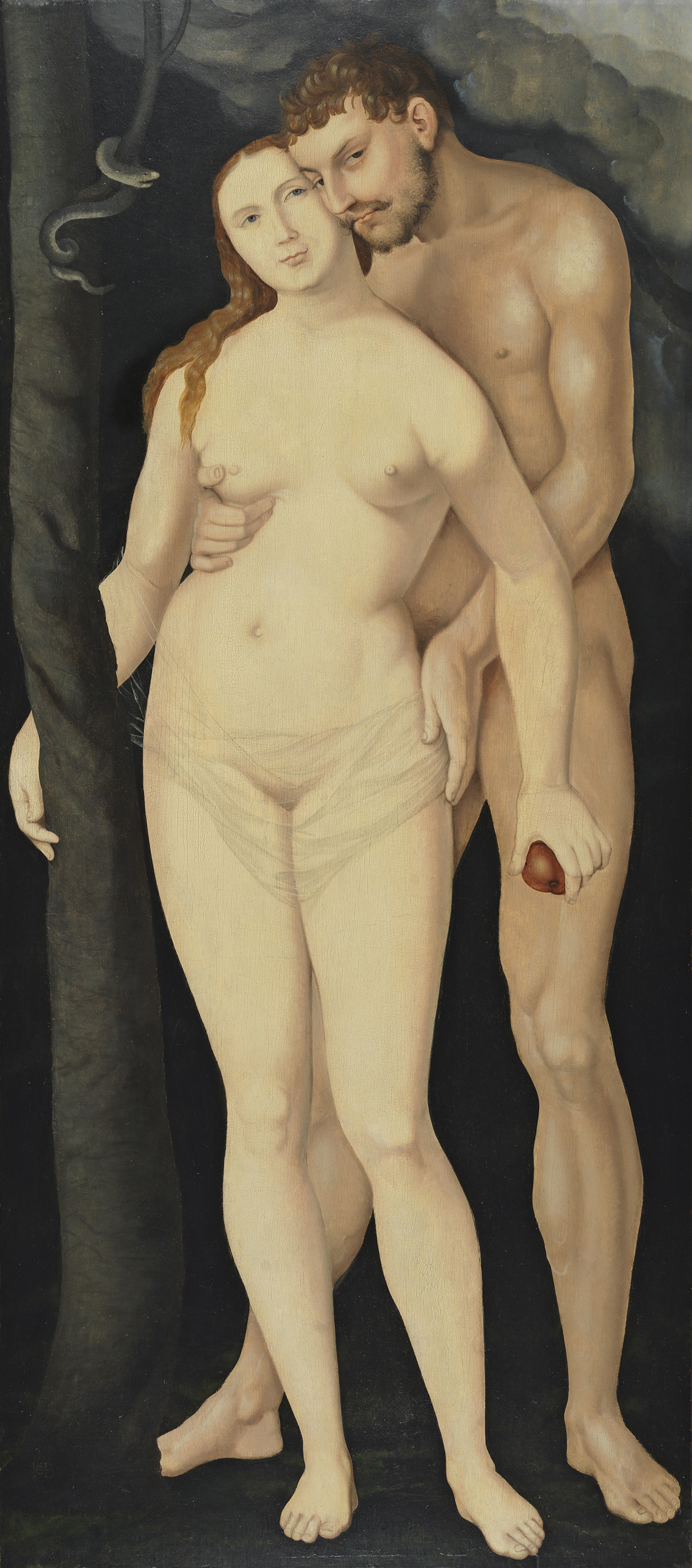
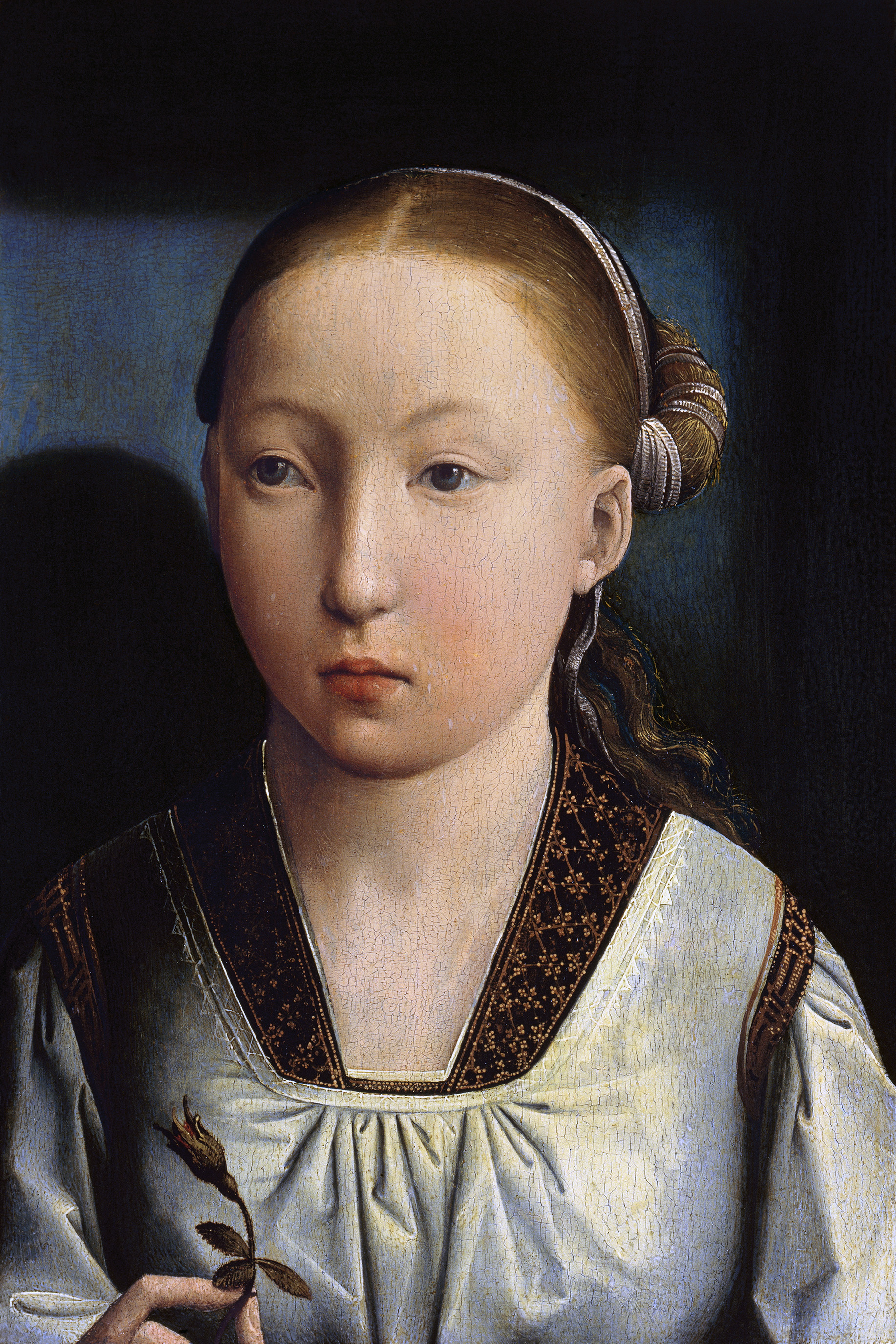
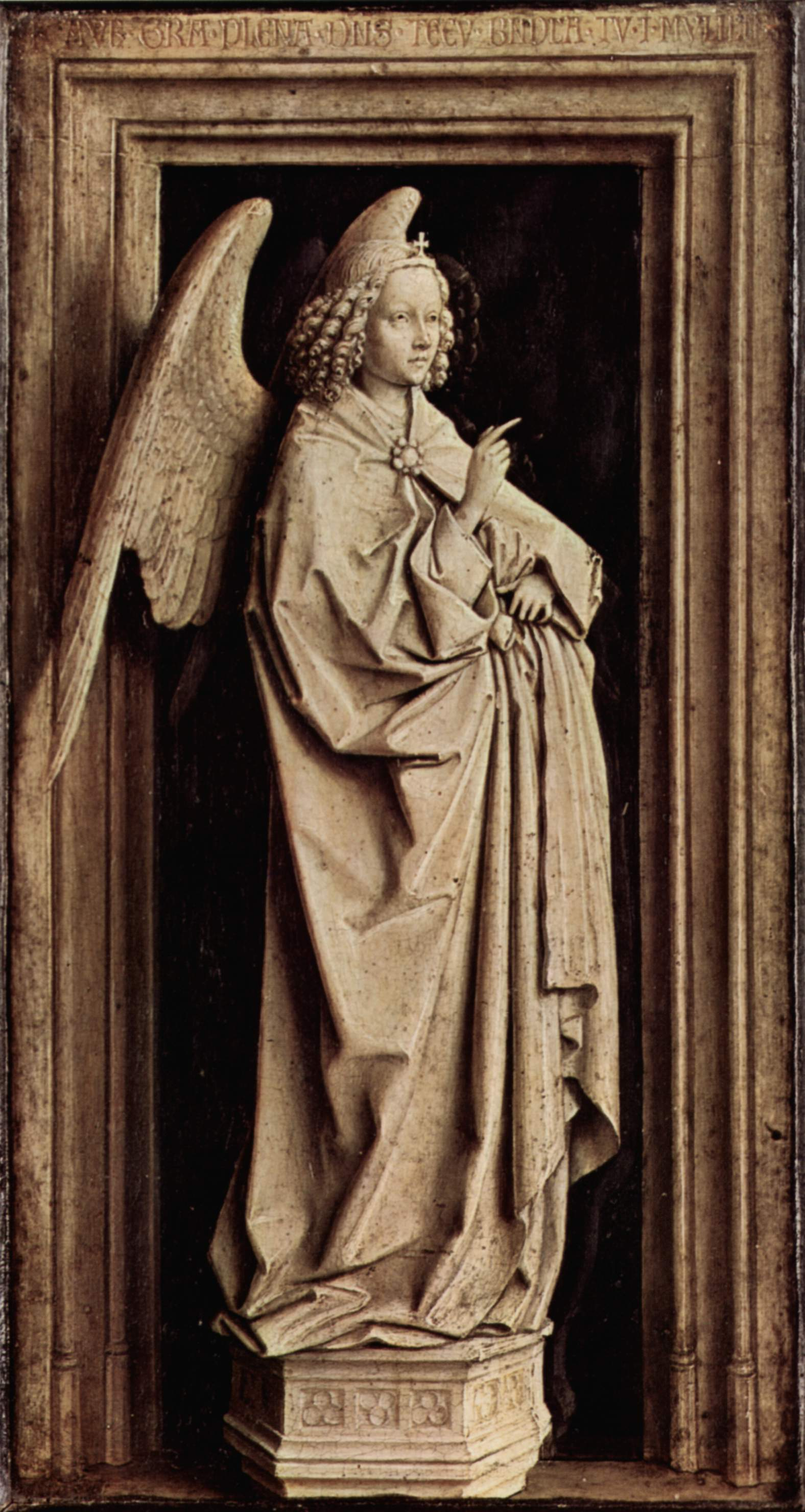
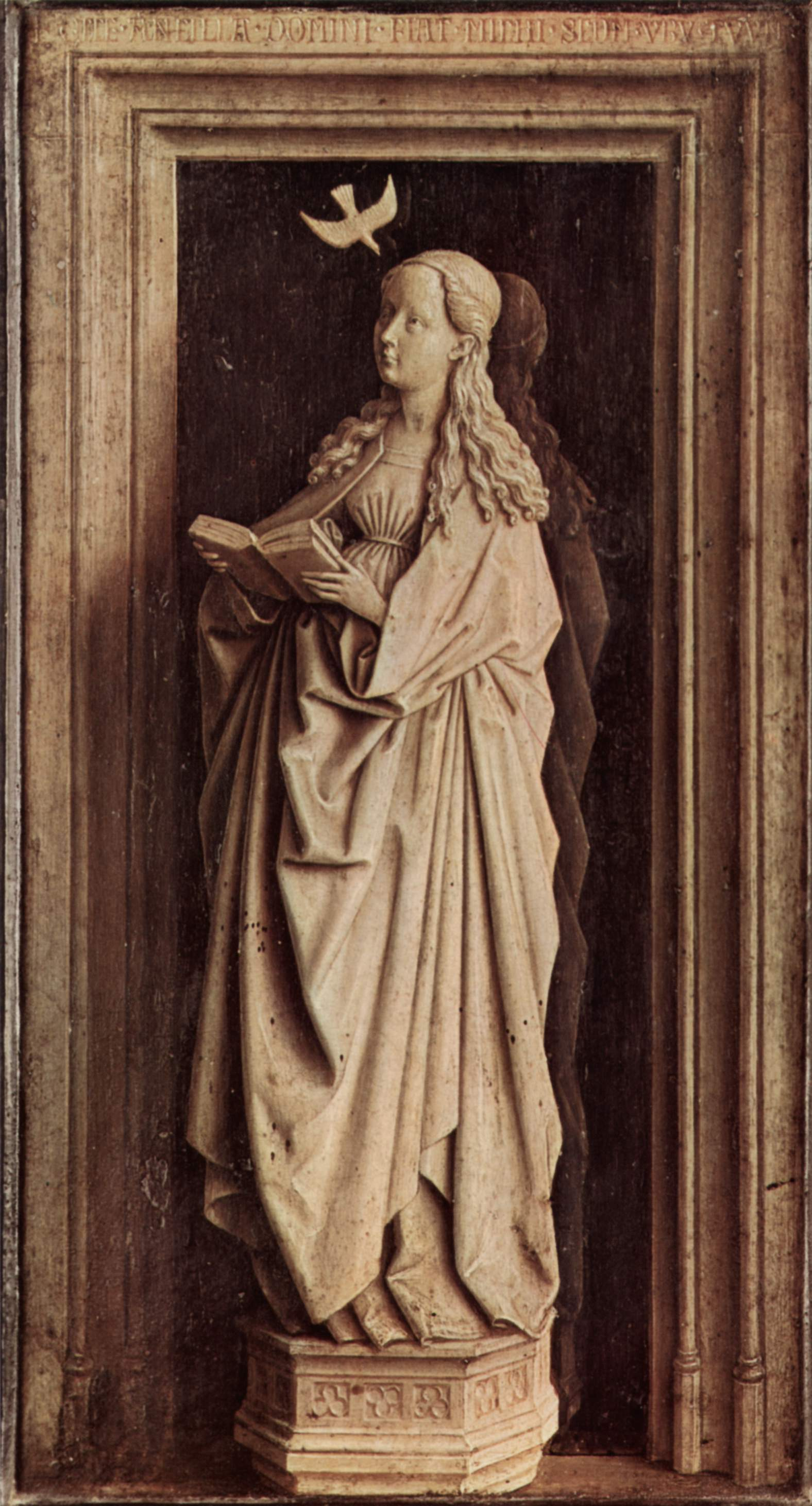
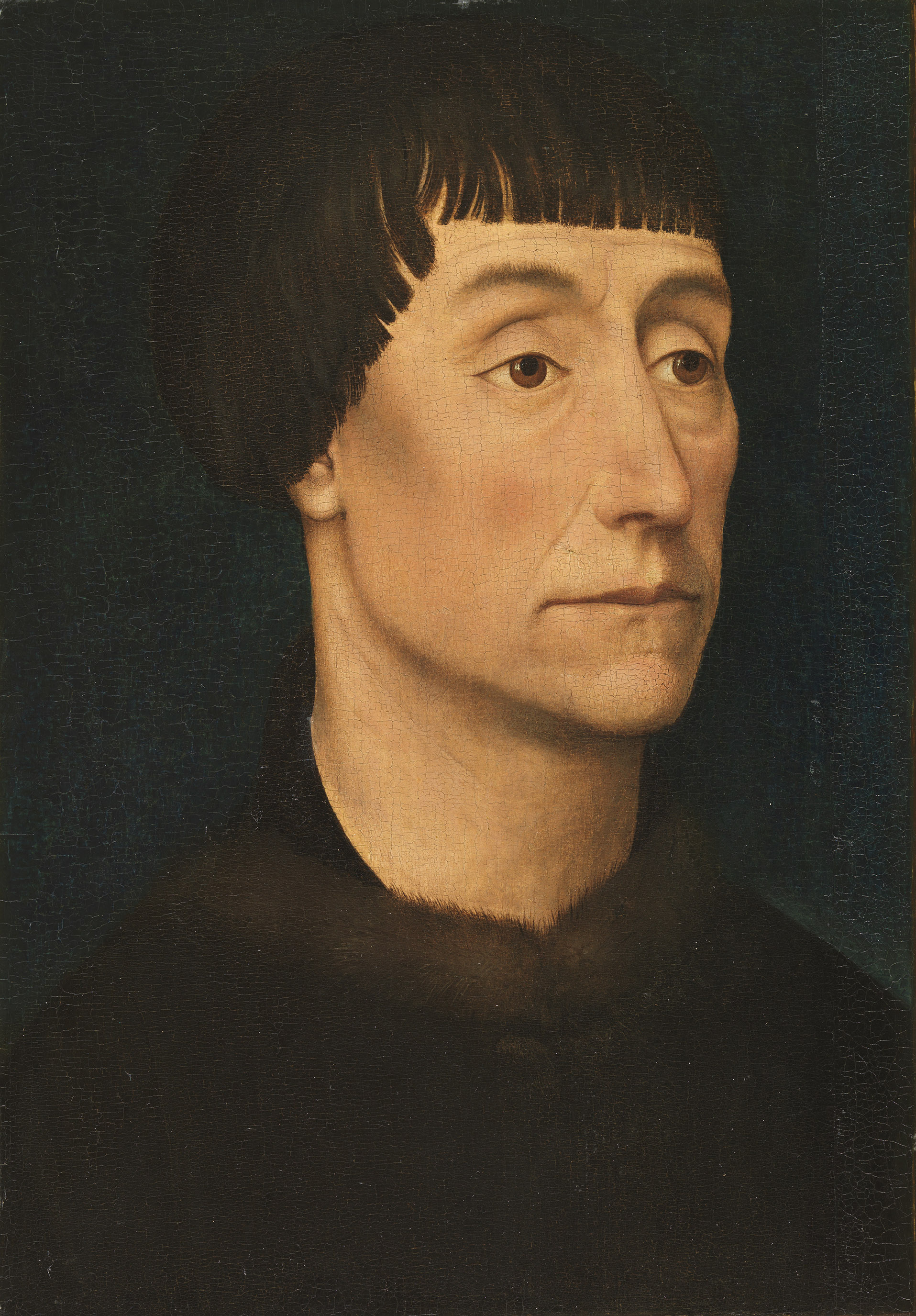
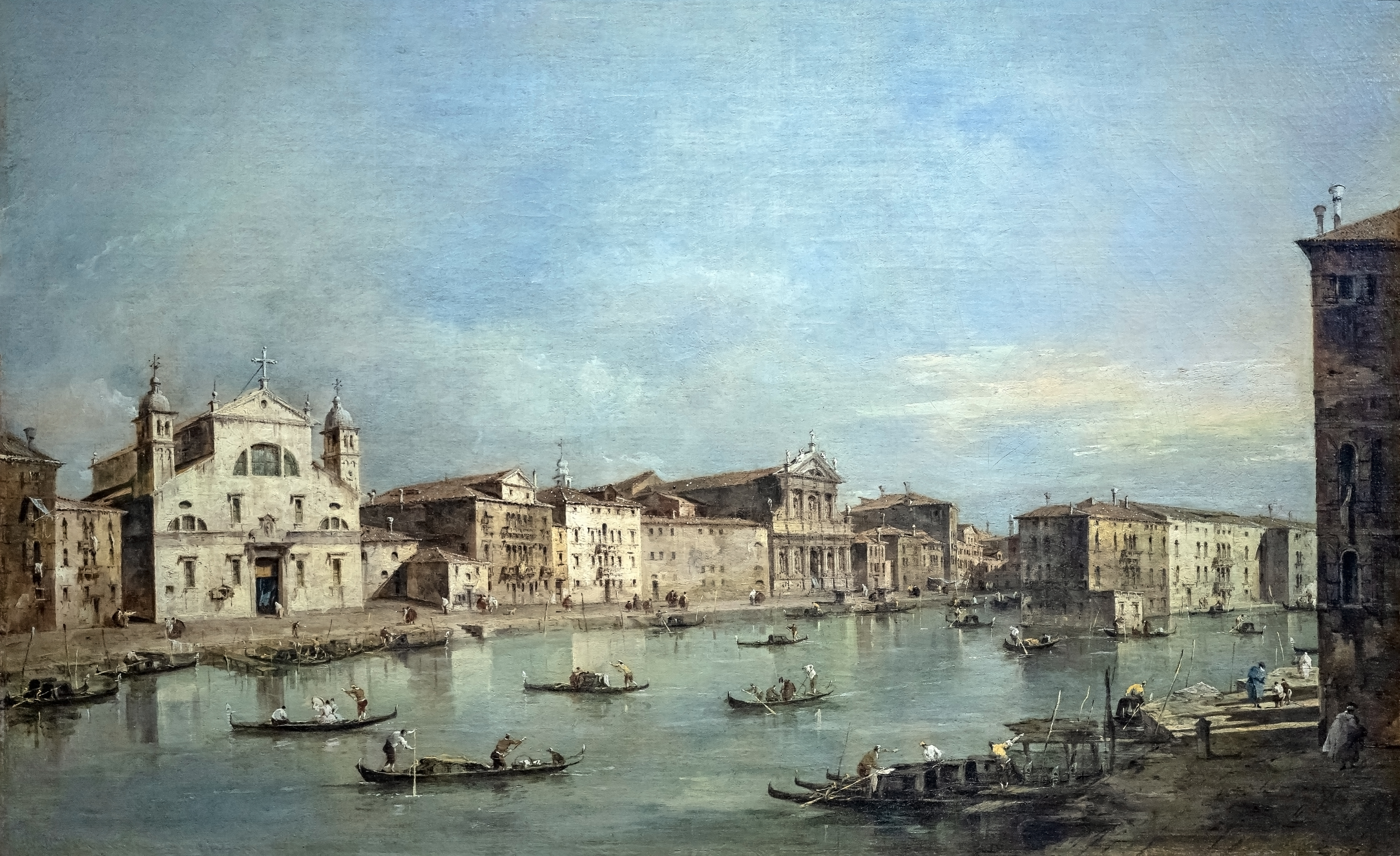
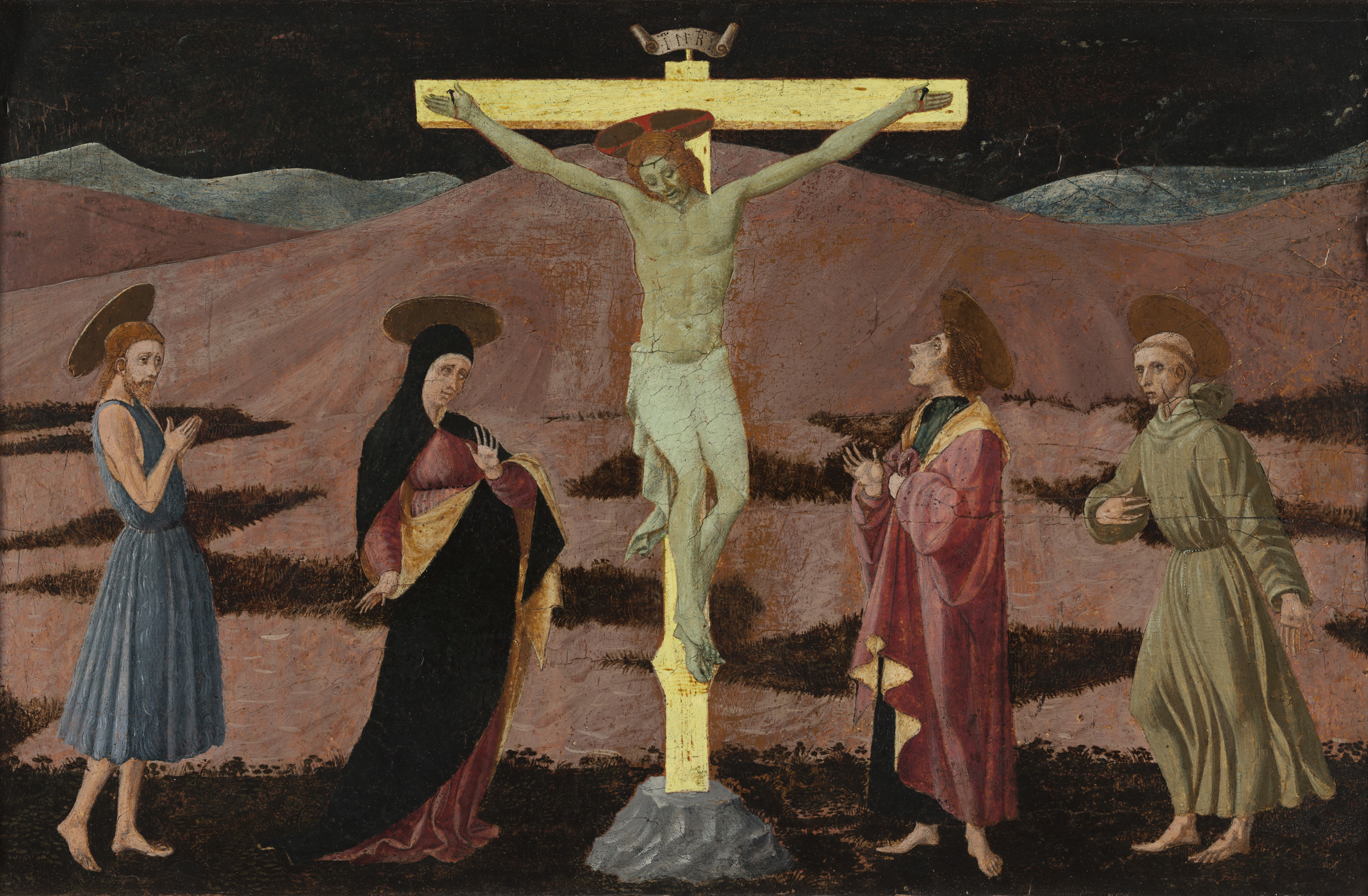
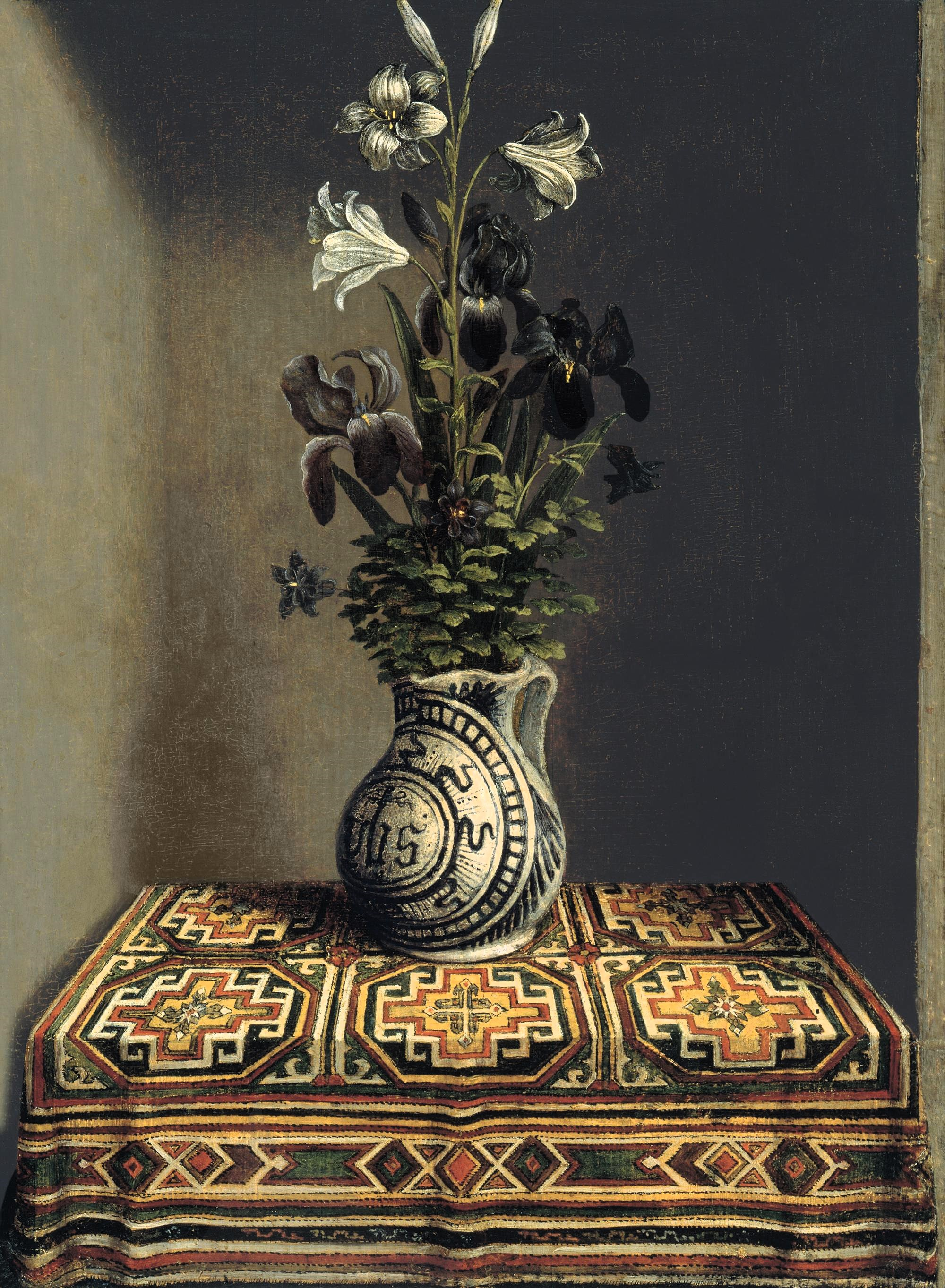
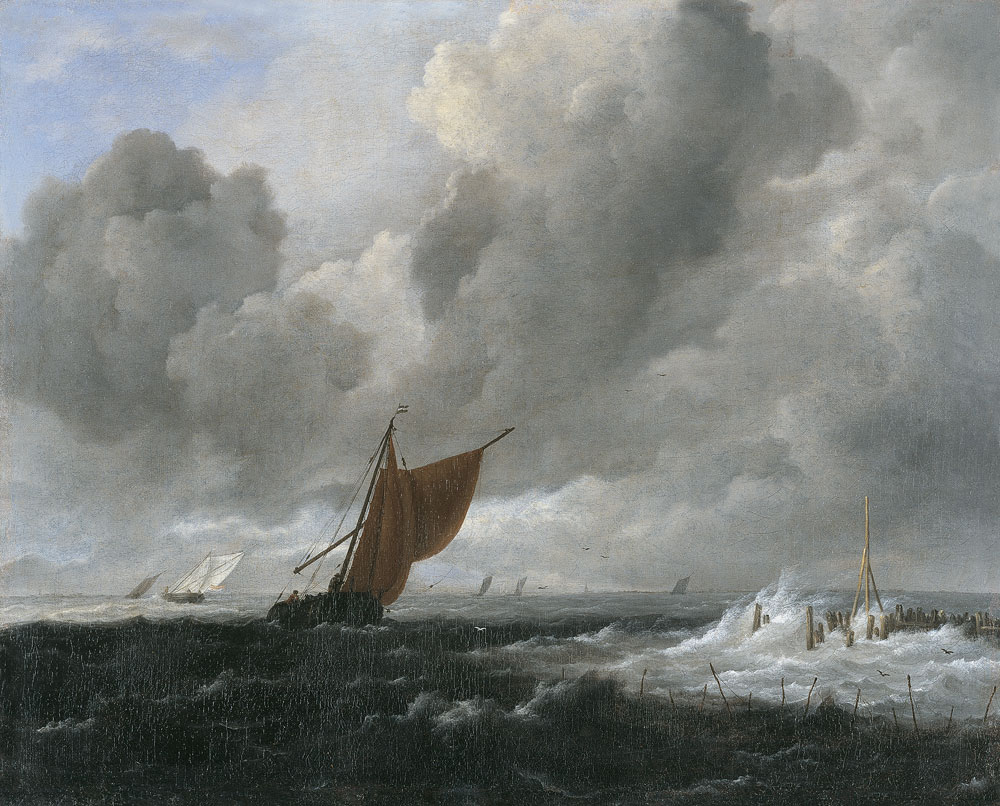